# Ophioscion adustus
Ophioscion adustus es una especie de pez de la familia Sciaenidae en el orden de los Perciformes.

## Hábitat
Es un pez de clima subtropical y demersal.

## Distribución geográfica
Se encuentra en el Océano Atlántico suroccidental: la Argentina y el  Uruguay.

## Observaciones
Es inofensivo para los humanos.